# Geoffroy de Donjon
Geoffroy de Donjon de Duisson (... - 1202 ) foi Grão-Mestre da Ordem Soberana e Militar de Malta de 1193 a 1202.

## Biografia
Originário da França, no inverno de 1187 estava ao lado do Grão-Mestre, Garnier de Nablus na Batalha de Akkon, e conseguiu ser sucessor deste último em 1193.
Protegido pelo rei Henrique I de Jerusalém, em sua morte em 1197, foi confrontado com o seu irmão e sucessor, Amalric II, com quem teve boas relações.
Desde 1198 no entanto, criou as condições para uma paz de cinco anos com os muçulmanos, que terminou tragicamente pouco depois de sua morte, em 1202 na Terra Santa. Seu sucessor foi Alfonso de Portugal.